# Ich hab dir nie einen Rosengarten versprochen (Roman)

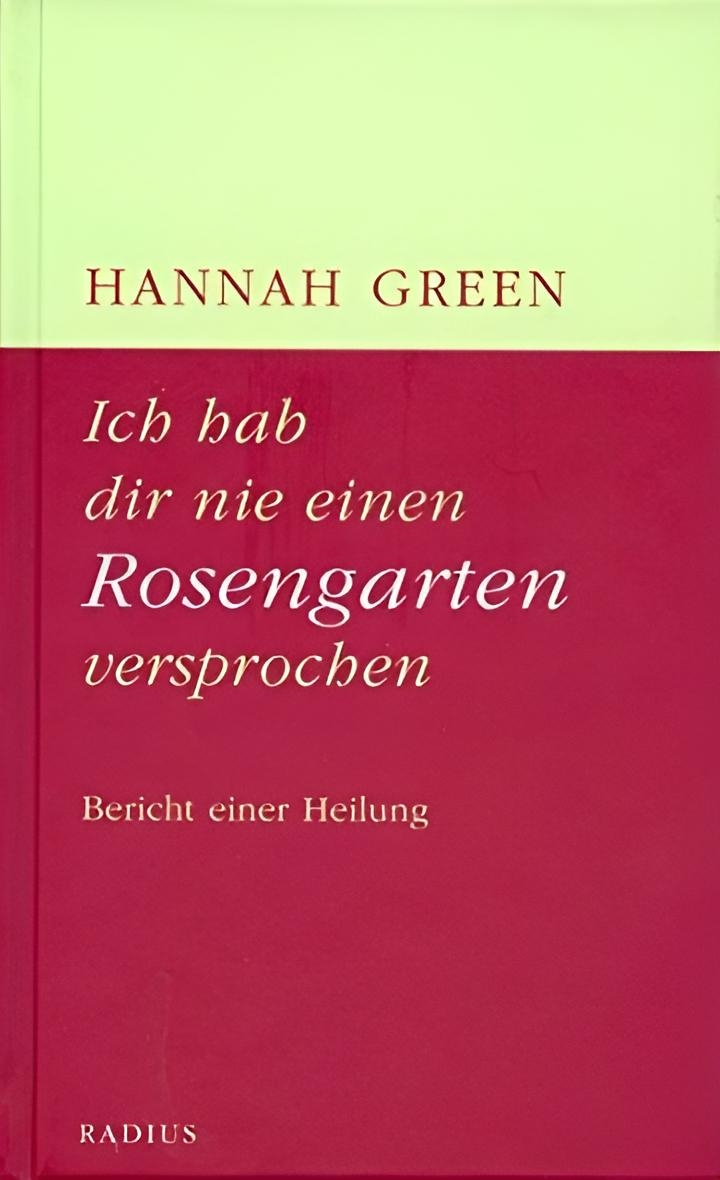
Bucheinband des Romans (2012)

Ich hab dir nie einen Rosengarten versprochen (Untertitel: Bericht einer Heilung) ist ein autobiographischer Roman der Autorin Joanne Greenberg. Sie veröffentlichte den Roman im Jahr 1964 unter ihrem Pseudonym Hannah Green. Der englische Originaltitel lautet I Never Promised You a Rose Garden.
Die Autorin war selbst mit der Diagnose Schizophrenie in einer Nervenheilanstalt. Der Roman trägt starke autobiographische Züge. Greenberg selbst meint, die Geschichte sei weder Fallbericht noch Studie, sondern eher eine „Hymne an die Realität“.
Der Roman entwickelte sich damals innerhalb weniger Jahre zu einem Millionen-Bestseller in den USA und wurde in viele Sprachen übersetzt.
Die Geschichte des Romans wurde 1977 verfilmt. 

## Inhalt

### Figuren
Die wichtigsten Figuren sind:
- Deborah Blau, jugendliche Hauptfigur des Romans
- Jacob und Esther Blau, Deborahs Eltern
- Frau Dr. Fried, behandelnde Ärztin der Hauptfigur (reales Vorbild: siehe unterer Abschnitt)
- Yr, die Phantasiewelt Deborahs mit einer eigenen Sprache (Yri). Relevante Figuren und Erscheinungen Yrs sind:
  - Anterrabae („ewig fallender“ Gott mit Haaren wie Feuer)
  - Lactamaeon (Gott in Gestalt eines Adlers)
  - Idat (geschlechtswechselnder „Heuchler“)
  - der Chor (internalisierte Vorwürfe der Außenwelt)
  - der Zensor (steht zwischen Yr und der Außenwelt)[4]
  - Deborah selbst wird in Yr oft „Vogel-Wesen“ genannt, da dies dort ihr häufigstes Erscheinungsbild ist.
  - Dr. Fried heißt in Yr später „Furii“, was „Feuer-Finger“ bedeutet. Deborah spürte bei einer Berührung Dr. Frieds am Arm einmal eine Missempfindung von Hitze und Verbrennung.[5]
  - die Hölle
  - das Horror-Moor
- Carla, Freundin Deborahs

Weiterhin zu nennen sind:
- „die geheime erste Gemahlin Edwards VIII., des abgedankten Königs von England“, Mitpatientin
- Miss Coral, Helen, Sylvia, Lee Miller, Doris Rivera und weitere Mitpatienten

### Handlung
Die sechzehn Jahre alte Deborah Blau leidet unter einer seltsamen Krankheit. Es scheint, als habe sich zwischen sie und die restliche Umgebung eine Zwischenwelt geschoben, die Deborah „Yr“ nennt. Deborah leidet ebenso unter starken Wahrnehmungsstörungen, auch optischer Natur. Ihren Eltern Esther und Jakob wird nach einem Suizidversuch Deborahs empfohlen, sie zur Behandlung in eine Nervenheilanstalt zu geben. Beide zögern, da sie die Stigmatisierung Deborahs und eine Rufschädigung der Familie fürchten. Sie fahren trotzdem zur Klinik, um ihre Tochter dort aufnehmen zu lassen. Die bekannte und berühmte Ärztin Frau Dr. Fried entscheidet sich trotz gefüllten Terminkalenders dazu, Deborah zu behandeln.
Im Laufe der Handlung trifft Deborah auch auf die anderen Patienten des Hauses. Dem Leser wird vor Augen geführt, wie menschlich die dort lebenden Patienten trotz scheinbar völlig gegenteiliger Oberfläche sind und sein können. Die Hauptfigur landet nach einer Selbstverletzung auf der Gewalttätigen-Station D. Sie erlebt, dass die dort untergebrachten Patienten trotz ihrer Anfälle ebenso menschlich sind. Mit der Zeit schließt sie Bekanntschaft mit ihren Mitpatienten. Als Beispiel sei Carla genannt, mit der sie später auch außerhalb der Klinik Unternehmungen durchführen wird. Ein weiteres Beispiel ist Miss Coral von Station D. Sie entpuppt sich als Altsprachenfreundin, die Deborah an ihrem Wissen teilhaben lässt.
Auch ist die Rede von Doris Rivera, einer Patientin, die „es geschafft hat“, zu gesunden. Doch als diese in der rauen Realität draußen einen Rückfall erleidet und wieder eingewiesen wird, bekommt Deborahs Vorstellung von Genesung („das kleine Vielleicht“) für gewisse Zeit einen starken Dämpfer. Sie begreift an diesem und anderen Beispielen, dass zur Heilung und Fortschritten Rückschläge dazugehören.
Das Buch schildert anschaulich die eigene Denkweise von Psychiatriepatienten und wie diese mit ihrer Situation umgehen. Auch unangenehmere Sachverhalte werden gezeigt, wie beispielsweise Selbstverletzung, körperliche Gewalt oder das Einpacken in die sogenannte Kältepackung zum Abreagieren nach Anfällen. Auch die persönlichen Unterschiede beim Klinikpersonal und den Ärzten, vor allem bezogen auf den Umgang mit den Patienten, werden deutlich.
Im Laufe der Behandlung bei Dr. Fried gewinnt diese das Vertrauen Deborahs. Beide arbeiten zusammen mit und an der Geschichte, der jetzigen Situation und den Gefühlen der Patientin. Dr. Fried erfährt im Laufe der Zeit von der Existenz der Phantasiewelt Yr, die vom Zensor verschleiert wird. Es stellt sich heraus, dass eine frühere, einer Vergewaltigung ähnelnde Harnröhrenoperation (zur Krebsentfernung) und antisemitische Diskriminierung in einem Sommerlager sie zum Rückzug in die Phantasiewelt zwangen. Auch die hohen Ansprüche und Einflüsse der Eltern sind Teil des Komplexes. Weitere Phänomene und Täuschungen werden Stück für Stück im Laufe vieler Monate aufgedeckt.
Dr. Fried versucht, Deborah möglichst nichts aufzuzwingen; stattdessen möchte sie ihr ermöglichen, sich am Ende für oder wider Yr entscheiden zu können. Dr. Fried ist der Überzeugung, die Krankheit Deborahs sei ein Kampf um ihre Gesundheit und eine Art, mit einer für sie chaotischen Welt zurechtzukommen. Während der Behandlung versucht die Ärztin auch stets, die gesunden Teile Deborahs mittels menschlicher Anteilnahme anzusprechen. Die Patientin lernt langsam, begleitet von einigen herben Rückschlägen, der Realität immer mehr standzuhalten. Dass es in der gewöhnlichen Realität keineswegs immer gerecht und ehrlich zugeht, wird ihr von Dr. Fried so erklärt:

„‚Hör mal‘, sagte Furii, ‚ich hab dir keinen Rosengarten versprochen. Ich hab dir nie vollkommene Gerechtigkeit versprochen … ‘“

Des Weiteren wehren sich die Wesen aus der Phantasiewelt gegen die Einflussnahme „Furiis“. Sie versuchen Deborah – bezogen auf die „normalen Menschen“ – stets einzureden:

„Du bist nicht eine von ihnen.“

Als Nebenhandlung wird in Ausschnitten auch immer wieder auf die Situation ihrer Eltern eingegangen. Diese verheimlichen die erste Zeit Deborahs Schwester Suzy die wahren Umstände der Abwesenheit ihrer Schwester. Dargestellt werden auch Zweifel, ob eine Behandlung in der Psychiatrie wirklich richtig sei oder nicht. Die Eltern haben auch Angst vor möglicher Stigmatisierung.
Gegen Ende schafft es Deborah sogar, ihren Schulabschluss nachzuholen. Voller Stolz trägt sie zum Lernen die Schulbücher herum, wissend um deren Bedeutung. Kurz nachdem sie wieder einen Rückfall erlitt, steht sie vor der Wahl, sich den normalen Menschen (sie nennt sie „Newtonianer“, wegen der Wissenschaft) oder Yr zuzuwenden. Ihre bisherige Reifung und eine innere Auseinandersetzung mit den Wesen Yrs bewegen sie dazu, durch eigene Entscheidung Yr für immer den Rücken zuzukehren und in der Realität zu leben.

## Hintergrund
Die Autorin Greenberg war selbst im Alter von sechzehn Jahren wegen einer Schizophrenie in der Einrichtung Chestnut Lodge in Rockville, Maryland (USA) bei Frieda Fromm-Reichmann (frühere Ehefrau und Analytikerin Erich Fromms) in Behandlung.
Im Roman wird auf die deutsche Abstammung, den leichten Akzent, die kleine Körpergröße und andere Eigenheiten des realen Vorbildes von „Dr. Fried“ oder „Furii“ angespielt. Die angewandte Behandlungsmethode entspricht auch nicht mehr ganz der klassischen Psychoanalyse nach Sigmund Freud, sondern einer Weiterentwicklung (Intensive Psychotherapie; vergleiche dazu auch Neopsychoanalyse).
Schizophrene Patienten galten als nicht oder kaum behandelbar. Fromm-Reichmann galt mit ihrem Ansatz der Intensiven Psychotherapie in diesem Bereich als eine Pionierin.
Frieda Fromm-Reichmann nahm sich selbst auch vor, die Genesungsgeschichte aus ihrer eigenen Perspektive in Buchform zu veröffentlichen. Jedoch nahm ihre wissenschaftliche Arbeit zu viel Zeit in Anspruch und es kam nicht mehr dazu. Dennoch kommentierte sie Greenbergs Bericht mit lobenden Worten – und mit dem Hinweis auf die exakte Formulierung des namensgebenden Satzes mit dem Rosengarten.
Anzumerken ist, dass besagter Bericht als Rohversion des Romans diente. Fromm-Reichmann starb 1957, also einige Jahre bevor Greenberg im Jahr 1961 den eigentlichen Roman zu schreiben begann.
In einem Artikel in der New York Times aus dem Jahr 1981 wurde von Psychiatern die Diagnose Schizophrenie kritisiert. 1980 wurde im Diagnosehandbuch DSM-III eine Verschärfung der Kriterien für die Schizophrenie-Diagnose festgeschrieben. Nach diesen neueren Kriterien wäre die Romanfigur Deborah dem Zeitungsartikel zufolge wohl eher an einer somatoformen Störung erkrankt gewesen; ihre Symptome könnten auch auf eine andere Diagnose hindeuten. Der Zeitungsartikel bezieht sich auf eine Studie, welche die Romanfiguren mit der Diagnose Schizophrenie im Lichte der Verschärfung der DSM-Diagnosekriterien genauer untersuchte. Diese Umdiagnostizierung der Figuren in der Studie wurde ihrerseits ebenfalls kritisiert. Zusammen mit Deborah aus dem Rosengarten-Roman wurden in besagter Studie – dem Zeitungsartikel nach – noch folgende weitere Werke untersucht:
- Mark Vonnegut: Eden-Express[17]
- Marguerite Sechehaye: Tagebuch einer Schizophrenen
- Jane F. Rittmayer: Life/Time
- Terra Ford (Schwester Theresa Feist): Schizophrenia Cured

## Sonstiges

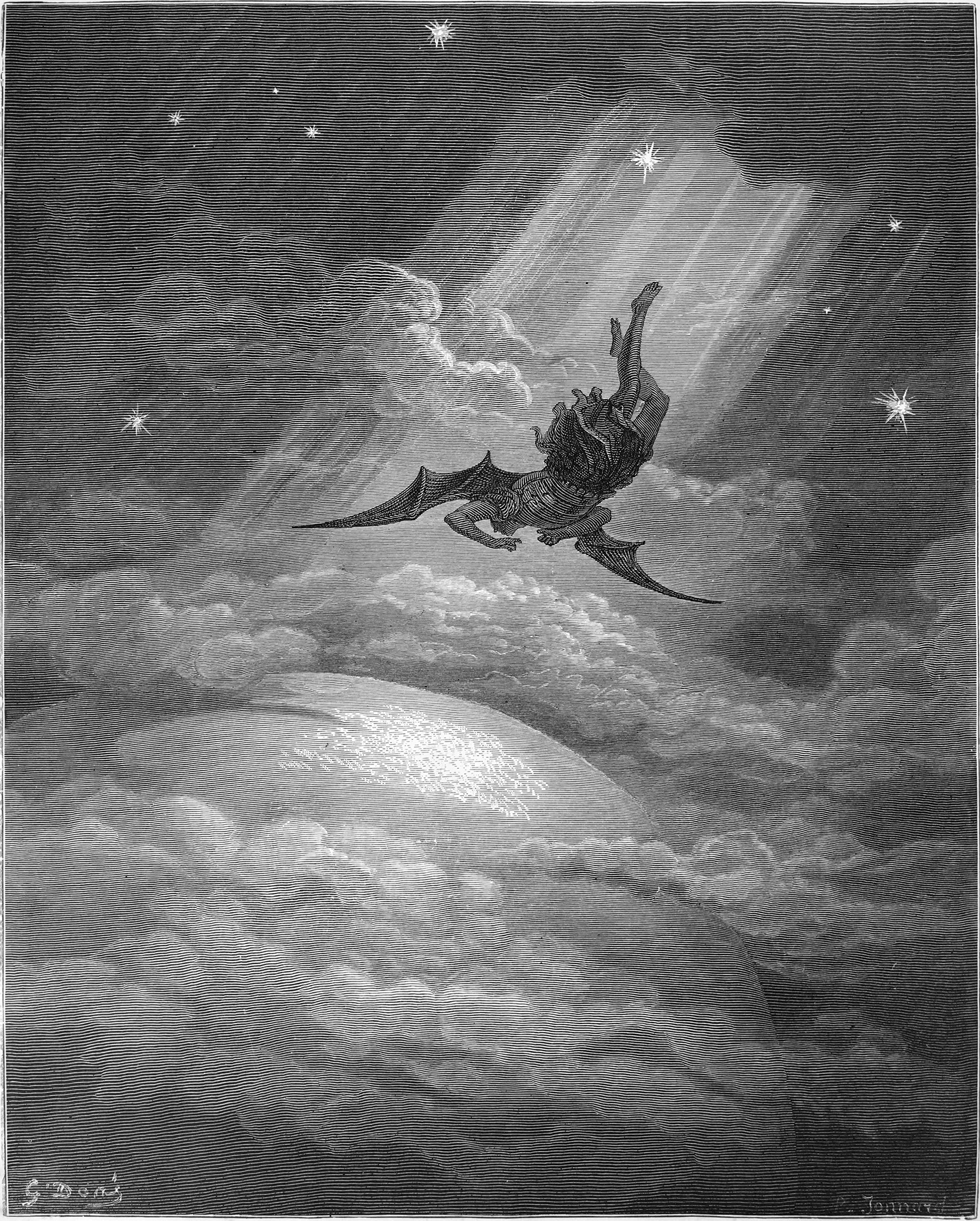
Eine der Illustrationen des (hier fallenden) Satans aus Miltons Verlorenem Paradies. (Kupferstich von Gustave Doré)

- Der „fallende Gott“ Anterrabae entpuppt sich gegen Ende als die Satans-Figur aus John Miltons Gedicht Verlorenes Paradies, die Deborah als Kind häufig beim Durchblättern des Buches ihres Großvaters gesehen und die in Yr ein Eigenleben entwickelt hatte.[18]
- Während des Schreibens korrigierte Greenberg im Dezember 1963 den Namen einer Person im Roman. Nachdem kurz zuvor John F. Kennedy ermordet worden war, wurde die Figur der „Frau des ermordeten Ex-Präsidenten der Vereinigten Staaten“ in die „geheime erste Gemahlin Edwards VIII., des abgedankten Königs von England“ geändert. Dem aufmerksamen Leser werden ein paar Stellen auffallen, an der von einer Präsidentengattin die Rede ist. Diese Stellen wurden bei der Änderung wohl übersehen.[19]
- Im Jahr 2004 erschien die Geschichte in Form eines Theaterstücks; siehe auch Ich hab’ dir nie einen Rosengarten versprochen.
- Der Titel I Never Promised You a Rose Garden wurde im Englischen zu einem geflügelten Wort und etwa auch von Joe South für den 1969 veröffentlichten Countrysong (I Never Promised You A) Rose Garden verwendet, der in der Interpretation von Lynn Anderson zu einem internationalen Hit wurde.[20]
- Alberta Szalitza hatte Greenberg während eines Urlaubs von Frieda Fromm-Reichmann analysiert. Sie bemerkte, dass die Sprache Yri keine völlige Eigenerfindung sei, sondern Einflüsse aus dem Armenischen aufwies. Derlei Einflüsse hatte Greenberg wohl von Freunden dieser Abstammung.[21]
- Weiterhin ist erwähnenswert, dass Frank Schätzing in seinem Science-Fiction-Roman Der Schwarm dem Organismus der Tiefsee einen sehr ähnlichen Namen (Yrr) wie der Phantasiewelt Yr gegeben hat.

## Buchausgaben
- I Never Promised You a Rose Garden. Holt, New York 1964.
- Ich hab dir nie einen Rosengarten versprochen. Bericht einer Heilung. Aus dem Amerikanischen übersetzt von Jürgen und Elisabeth Hilke und Ekkehard und Ursula Pohlmann. Radius, Stuttgart 1973; Neuausgabe 2012, ISBN 978-3-87173-931-6.
- Ich hab dir nie einen Rosengarten versprochen. Rowohlt Taschenbuch, Reinbek bei Hamburg 1978; Neuausgabe 2000, ISBN 978-3-499-22776-9.